# Château de Duino
Le château de Duino est un château fortifié du XIVe siècle situé sur la commune italienne de Duino-Aurisina, dans la province de Trieste, en Frioul-Vénétie Julienne.

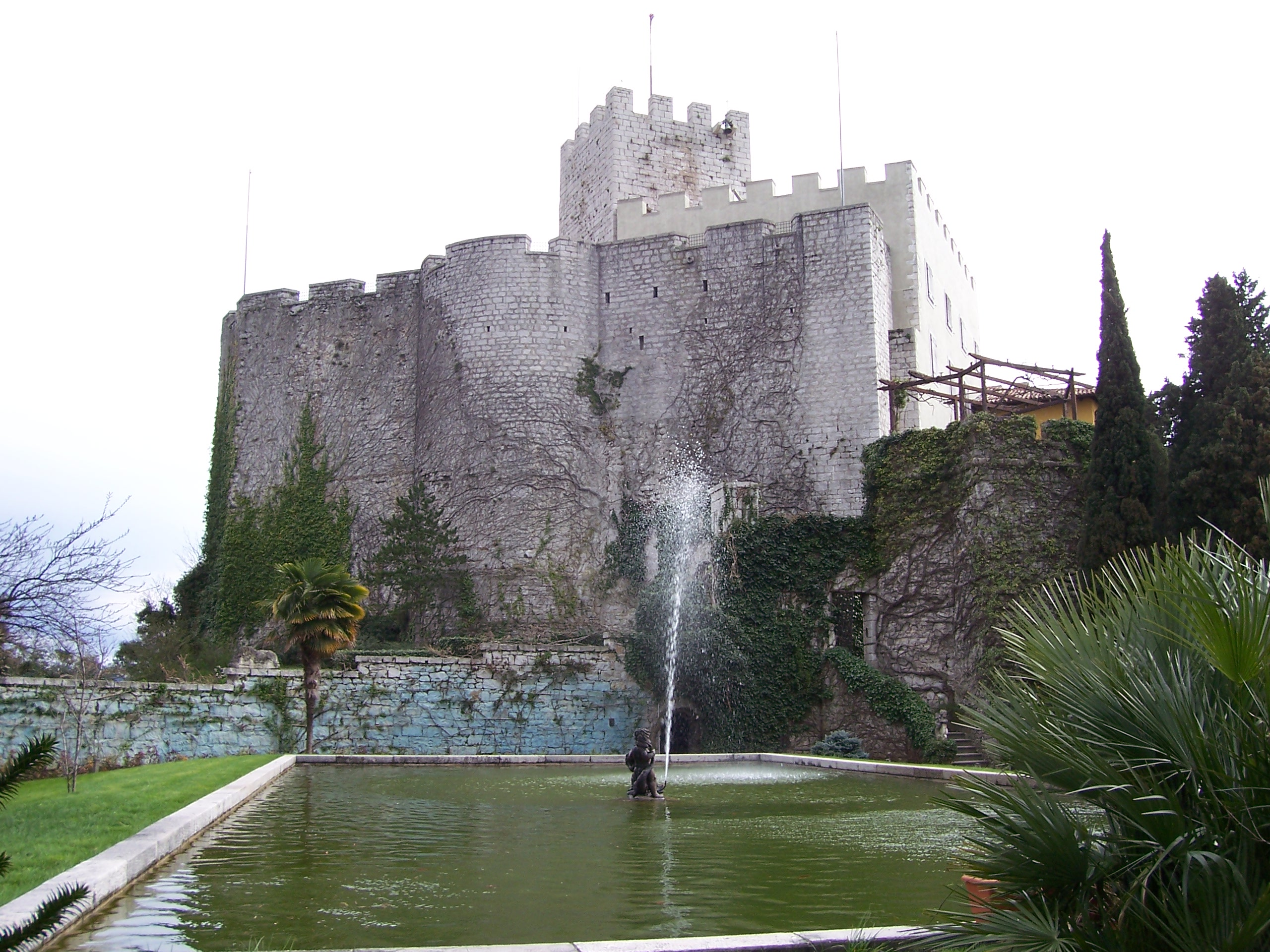

Situé sur les falaises surplombant le golfe de Trieste, en mer Adriatique, il est rendu célèbre par le poète Rainer Maria Rilke, qui y commence l'écriture de ses Élégies de Duino en 1912 qu'il dédie à la princesse Marie von Thurn und Taxis, amie et mécène du poète.
Le château de Duino appartient à l'arrière-petit-fils du prince Alexandre et de la princesse Marie, le prince Charles-Alexandre de Tour et Taxis, duc de Castel Duino, de la branche italienne de la maison de Tour et Taxis. Le château et son parc sont ouverts au public.

## Histoire

### Histoire ancienne

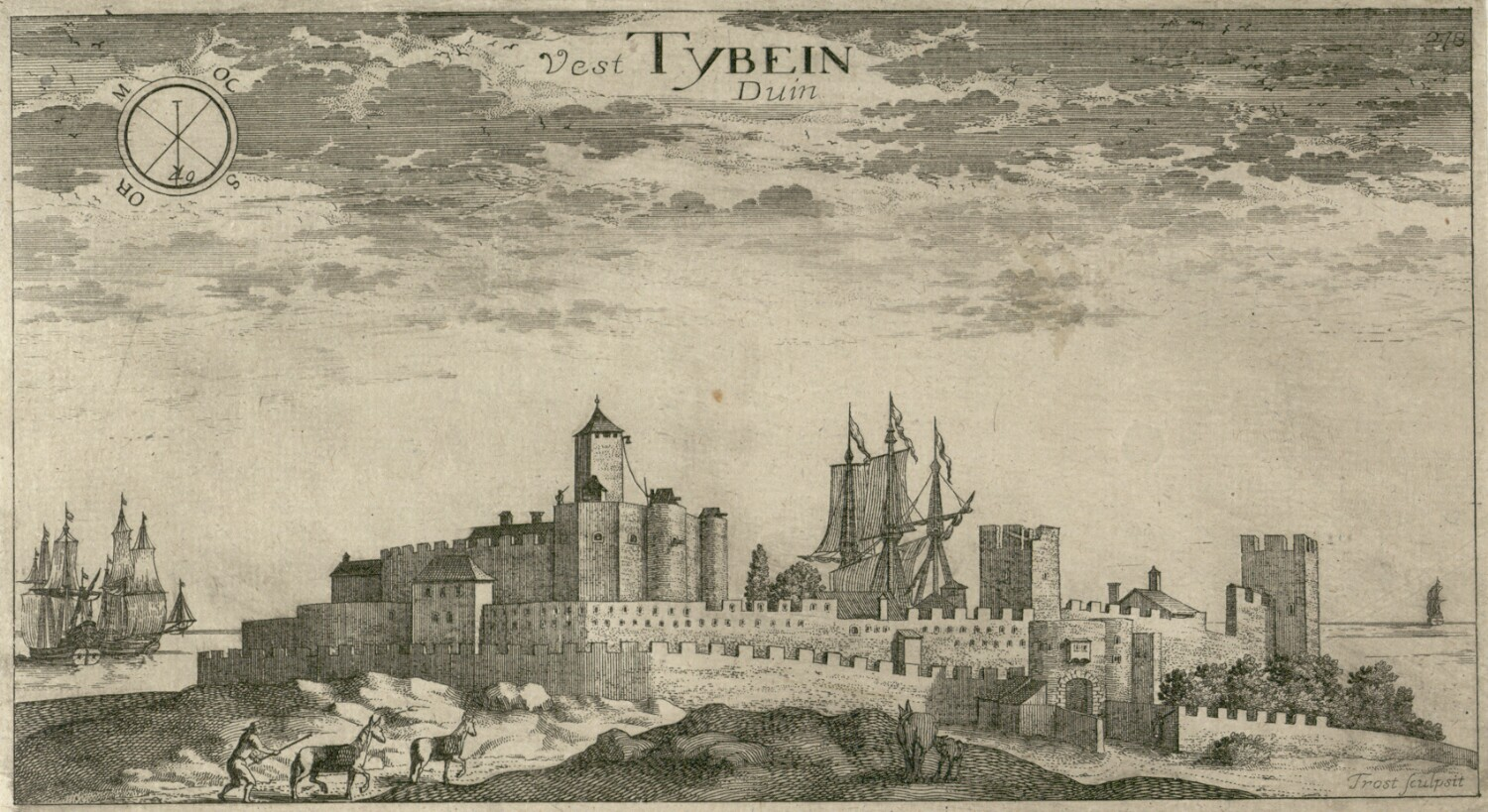
Le château dans une gravure de 1679.

Le lieu d'édification du château est habité depuis l'Antiquité. La grotte située dans le parc est dédiée au culte de Mithra entre le IVe siècle av. J.-C. et le IIe siècle.
Près du château se trouvent les ruines du Vieux Château qui remonte au XIe siècle, construit sur les ruines d'un avant-poste romain. Il appartenait au patriarcat d'Aquilée. Le château remonte à 1389, lorsque Ugone di Duino, capitaine de Trieste, ordonne la construction d'une forteresse à côté des ruines du château, encore visibles sur un éperon rocheux surplombant la mer. À la mort d'Ugone, Ramberto di Walsee, frère de sa première femme, hérite de la forteresse et en supervise l'achèvement dans les premières décennies du XVe siècle.

### Propriété des Habsbourg
En 1452, la seigneurie de Duino, et donc son château, passe des Walsee à l'empereur Frédéric III de Habsbourg, qui y installe comme son propre Hauptmann und Rentmeister zu Tybein und am Karst (capitaine et administrateur à Duino et sur la Karst), Niklas Lueger, ancien capitaine du Walsee en 1452, puis Jurgen von Ellach (Ellacher) et Kaspar Rauber, protagonistes de la résistance de Trieste au siège de la république de Venise de 1463. Les capitaines impériaux renforcent les fortifications du château, à la fois contre la nouvelle menace turque et contre celle pérenne de Venise, et les hostilités des nobles rebelles, comme Erasmus Lueger, le châtelain de Predjama qui en 1485 attaque Trieste avec deux mille chevaliers Magyars rejetés et poursuivis à travers le plateau du Karst par les forces de Kaspar Rauber, qui devient le capitaine impérial de la ville.
En 1514, Johann Hofer, compagnon d'armes de Maximilien Ier de Habsbourg, reçoit de la chambre impériale la Capitainerie de Duino en gage de droit héréditaire pour avoir financé de nouvelles fortifications du château de Trieste. En 1522, la seigneurie de Duino passe au duché de Carniole.
La famille Hofer von Hoenfels s'éteint en 1587 avec la mort du dernier descendant, Matthaeus ; le château revient, après avoir servi de prison, à ses deux seules filles, Ludovika et Maria Clara Orsa,. Toutes deux sont les épouses, l'une après la mort de l'autre, du comte Raimondo della Torre di Valsassina, qui prend également le nom de famille Hofer, adapté plus tard en allemand en von Thurn-Hofer und Valsassina, membre de la famille della Torre qui compte plusieurs patriarches d'Aquilée.
Le château conserve une tour du XVIe siècle.

### Propriété de la maison Thurn und Taxis
En 1849, la comtesse Theresa von Thurn-Hofer und Valsassina, dernière descendante directe de la famille Della Torre di Valsassina et héritière du château de Duino, épouse le prince Egon zu Hohenlohe-Waldenburg-Schilligsfürst, avec qui elle a six enfants. La quatrième fille, Maria, se marie, à son tour, en 1875 à Venise, avec le prince Alexander von Thurn und Taxis, arrière-petit-fils des Della Torre et fils d'Hugo Maximilien de la branche de Bohême des Thurn und Taxis, apportant le château en dot.
Le prince Alexander et sa femme, la princesse Marie zu Hohenlohe-Waldenburg-Schillingsfürs, reçoivent de nombreux artistes : Johann Strauss, Franz Liszt, Gabriele D'Annunzio, Rainer Maria Rilke, Paul Valéry y sont accueillis.
Alexandre de Tour et Taxis, enfant du couple né en 1881, hérite de la propriété du manoir. En 1923, le roi d'Italie Victor-Emmanuel III crée le titre de duc de Castel Duino ; le prince Alexandre devient 1er duc de Castel Duino. Il obtient la naturalisation italienne la même année, prenant le nom de Della Torre et Tasso pour lui-même et ses descendants.
À la fin et après la Seconde Guerre mondiale, le château sert de quartier général au 13e corps (Royaume-Uni) sous le commandement du lieutenant général Sir John Harding. Le 13e corps fait partie du Mediterranean Theater of Operations sous le commandement du commandant suprême allié, le lieutenant-général Sir William Duthie Morgan.
En 1945, un timbre postal est émis par les autorités yougoslaves d'une valeur de deux lires triestines qui peut être utilisé dans toute l'Istrie et le littoral slovène. Il reste en circulation jusqu'à l'annexion définitive des territoires occupés par l'armée populaire yougoslave.
Le château de Duino est aujourd'hui la propriété de Carlo della Torre e Tasso, arrière-petit-fils du prince Alexandre et de la princesse Marie.
En 2003, le château et son parc sont ouverts au public. En 2017, le château de Duino a accueilli 64 000 visiteurs.

## Rilke et lesÉlégies de Duino
En 1912, l'écrivain et poète austro-bohémien Rainer Maria Rilke (1875-1926) commence à écrire les premiers fragments des Élégies de Duino (Duino Elegies), alors qu'il demeure au château de Duino en tant qu'invité de la princesse Marie von Thurn und Taxis (née princesse de Hohenlohe). Cette dernière raconte dans ses Souvenirs qu'alors qu'il marche le long des falaises surplombant la mer Adriatique près du château, Rilke aurait eu soudainement l’impression d’être appelé et d’entendre une voix dans le grondement de la bora (le vent du nord-est) lui crier : « Wer, wenn ich schriee, hörte mich denn aus der Engel Ordnungen ? » (« Qui, si je criais, m’entendrait donc depuis les ordres des anges ? »), les premiers mots de l'élégie, qu'il note rapidement dans son carnet. En quelques jours, il produit les brouillons des deux premières élégies de la série (sur dix) et rédige des passages et des fragments qui seront plus tard incorporés dans des élégies ultérieures, y compris le passage d'ouverture de la dixième élégie,.
Les Élégies de Duino sont reconnues par les critiques et les universitaires comme l'œuvre la plus importante de Rilke et l'une des principales œuvres de transition entre l'apogée du romantisme allemand et la poésie moderniste,. Ce sont dix poèmes intensément religieux et mystiques qui mesurent la beauté et la souffrance existentielle. Les poèmes emploient un riche symbolisme des anges et du salut, et sont décrits comme une métamorphose du « tourment ontologique » de Rilke et un « monologue passionné sur l'acceptation de l'existence humaine », abordant les thèmes « des limites et de l'insuffisance de la condition humaine et de la fracture la conscience humaine... la solitude de l'homme, la perfection des anges, la vie et la mort, l'amour et les amants, et la tâche du poète ».
Rilke termine son œuvre en Suisse après une période de dix ans où la dépression et une crise existentielle l'ont rendu incapable d'écrire. Lors de la publication en 1922, Rilke dédie l'ouvrage à la princesse Marie von Thurn und Taxis, qu'il considère comme l'une de ses plus grands mécènes et amies.
En mémoire du séjour de Rilke au château, une promenade panoramique, le chemin Rilke, d'environ 2 kilomètres de long, porte le nom du poète praguois. Inauguré après les travaux de restauration en 1987, le chemin monte haut sur la crête rocheuse entre Duino et la baie de Sistiana, avec de splendides vues sur la réserve naturelle des Falaises de Duino.

## Légende de la Dame Blanche

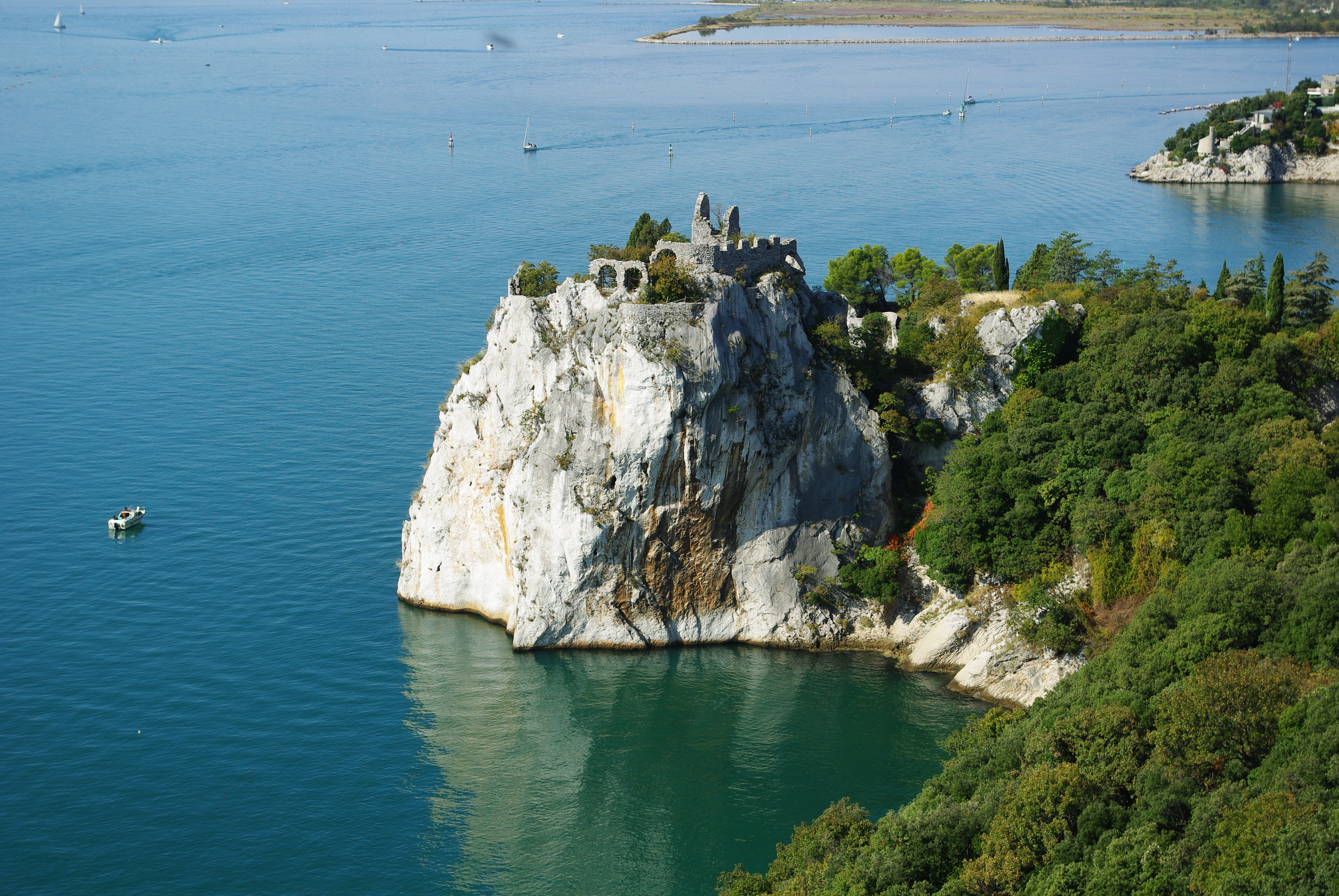
Vestiges de l'ancien château, auxquels est liée la légende de la Dame Blanche.

Le château est également lié à la légende de la Dame Blanche, épouse d'un des seigneurs du château, qui fut jetée à la mer puis transformée en rocher, visible aujourd'hui dans la baie, face à la côte.

## Musée et manifestations
Depuis 2003, le château est ouvert au public et en plus de sa collection permanente accueille de nombreuses expositions. Le piano de Franz Liszt et de nombreux témoignages du séjour de Rainer Maria Rilke figurent parmi les pièces importantes de la collection permanente.
L'exposition La Cina al Castello di Duino, Danielle Elisseeff et François Thierry de Crussol, a eu lieu en 2006.
Chaque année, la mostra internationale de poésie et de théâtre est organisée au château de Duino.
En 2008 et 2009, le château de Duino a été le siège du prix « Città di Trieste », Alabarda d'oro.